# Darko Lazović
Darko Lazović (serbisk kyrilliska: Дарко Лазовић), född 15 september 1990 i Čačak, är en serbisk fotbollsspelare som spelar för Hellas Verona. Han representerar även det serbiska landslaget.

## Landslagskarriär
I november 2022 blev Lazović uttagen i Serbiens trupp till VM 2022.